# Clarias kapuasensis
Clarias kapuasensis är en fiskart som beskrevs av Sudarto, Teugels och Laurent Pouyaud 2003. Clarias kapuasensis ingår i släktet Clarias och familjen Clariidae. Inga underarter finns listade i Catalogue of Life.